# Paul Clement (Fußballtrainer)
Paul Clement (* 8. Januar 1972 in Reading) ist ein englischer Fußballtrainer. Er assistierte Carlo Ancelotti beim FC Chelsea, Paris Saint-Germain, Real Madrid und FC Bayern München. Von Juli 2020 bis Januar 2021 war er Cheftrainer bei Cercle Brügge. 

## Karriere
Paul Clement stammt aus einer Fußball-Familie. Sein Vater Dave Clement spielte 472 Mal für Queens Park Rangers und fünfmal für die englische Nationalmannschaft. Sein Bruder Neil absolvierte mehr als 250 Spiele für West Bromwich Albion. Paul nahm jedoch einen anderen Weg. Er studierte an der St Mary’s University, Twickenham, bevor er Mitte der 1990er Jahre einen Job beim Londoner Club FC Wimbledon annahm.
Im weiteren Verlauf seiner Karriere arbeitete er Teilzeit im Nachwuchszentrum des FC Chelsea, ebenso als Sportlehrer und kurze Zeit beim FC Fulham. Seit seiner Rückkehr 2007 nach Chelsea begann jedoch sein Aufstieg. Clement arbeitete sich über die Junior-Ebenen nach oben, bevor er sich im Jahr 2009 vertragsmäßig an Guus Hiddink band und danach von Carlo Ancelotti zu seinem Assistenztrainer befördert wurde. Seitdem verbindet ihn mit Ancelotti neben professionellem Engagement auch eine persönliche Freundschaft.
Beim FC Fulham hatte Paul Clement seinen ersten Vollzeit-Job. Auch arbeitete er mit dem Team von Blackburn Rovers und hat die U-21-Auswahl Irlands gecoacht. In der Saison 2015/16 war er Cheftrainer von Derby County.  Er war von Juli bis Dezember 2016 als Assistenztrainer von Carlo Ancelotti in Diensten des FC Bayern München, bevor er im Januar 2017 zum Cheftrainer des walisischen Premier-League-Vereins Swansea City ernannt wurde.
Am 3. Januar 2017 wurde Paul Clement neuer Teammanager von Swansea City aus der Premier League. Er erhielt einen Vertrag über zweieinhalb Jahre bis zum Ende der Saison 2018/19. Am 20. Dezember 2017 wurde Clement vorzeitig entlassen. Am 23. März 2018 wurde Clement als Nachfolger von Jaap Stam beim abstiegsgefährdeten Zweitligisten FC Reading vorgestellt. Clement hielt den Verein bis zum Ende der Saison 2017/18 erfolgreich auf den Nichtabstiegsplätzen, der Start in die folgende Spielzeit 2018/19 misslang jedoch und Clement wurde am 6. Dezember 2018, nachdem an den ersten 20 Spieltagen nur vier Siege gelangen und der Klub lediglich aufgrund der besseren Tordifferenz nicht auf einem Abstiegsplatz stand, entlassen.
Erst im Juli 2020 erhielt er eine neue Anstellung als Trainer. Clement unterschrieb beim belgischen Erstdivisionär Cercle Brügge einen Vertrag mit einer Laufzeit von drei Jahren. Nachdem Cercle Anfang Februar 2021 auf dem Relegationsplatz stand mit vier Punkten Rückstand auf den nächsten Platz, wurde er als Trainer entlassen.
Ende Januar 2022 wurde er als Teil von Frank Lampards Trainerstab beim FC Everton vorgestellt.

## Auszeichnungen
Premier League: Trainer des Monats (Januar 2017)